# Lachesana insensibilis
Lachesana insensibilis là một loài nhện trong họ Zodariidae.
Loài này thuộc chi Lachesana. Lachesana insensibilis được Rudy Jocqué miêu tả năm 1991.